# 瑞典廣播電台第二套節目
瑞典廣播電台第二套節目（瑞典語：Sveriges Radio P2）是瑞典廣播電台一條於1955年開播的電台頻道，主要播放各類傳統音樂、一些教育節目以及少數民族語言節目。這條頻道以前曾經播放地區性節目，不過後來已經被移至同系第三套節目和第四套節目播放。